# Hernán Zin
Hernán Rodrigo Zin (Buenos Aires, 1971) és un reporter de guerra, escriptor i cineasta ítalo-argentí. Llicenciat en relacions internacionals, recorre el món dirigint documentals, escrivint reportatges i llibres. Centra la seva labor en pobresa, drets humans i conflictes armats. Les seves últimes quatre pel·lícules documentals han estat estrenades a Netflix per a tothom.
Ha treballat a més de 80 païsosd'Àfrica, Amèrica Llatina, Europa i Àsia, i va viure durant tres anys a Calcuta. Des de 1998 resideix en Madrid arran del documental Vida y muerte en la estación de Calcuta, que va rodar en 1997 al costat del músic Nacho Cano.
És fill del senador italià Claudio Zin i ex parella de la cantant Bebe.

## Trajectòria periodística
Als 21 anys va començar a escriure en el periòdic El Cronista Comercial com a enviat especial al Caire i Pequín. Des de llavors, ha publicat els seus reportatges en mitjans com El País, El Mundo, Rolling Stone, Esquire, Clarín, El Correo, La Nación, Interviú, Internatzionale, ABC, La Voz de Galicia, Siete Leguas.
Entre 2006 i 2015 realitza per al diari 20 Minutos un recorregut pels principals conflictes armats del segle XXI; un bloc, sota el títol Viaje a la guerra, que pretén donar veu a les víctimes dels conflictes armats i que ho ha portat a llocs com Congo, Somàlia, Afganistan, Gaza, Líban, Sudan, Uganda, Ruanda, Brasil, Kenya, Bòsnia i Hercegovina.
Ha col·laborat en ràdio i televisió amb Cadena Ser, Radio Nacional de España, BBC Mundo, Canal Plus. Entre 2011 i 2015 va treballar com a cambra i productor al costat de Jon Sistiaga per a Canal Plus. Junts van rodar reportatges a l'Afganistan, Somàlia, Kenya, Tanzània, Hondures, l'Argentina, Ruanda i l'Índia. Treball pel qual reben el Premi Ondas i dues nominacions als Premis Iris. Quan rodaven "Entre barras bravas" foren brutalment agredits pels ultres del club Independiente.

## Documentals
- Morir para contar (2018). Escrita, producida y dirigida por Zin, esta película da voz a los principales reporteros de guerra de los últimas décadas en España[15][16]Premi a millor documental al Festival de Mont-real i a la Seminci. Netflix l'estrena al maig de 2019 per a tothom.[17][18]
- Lucha de Gigantes (2018). Documental sobre la fam al món dirigida per Hernán Zin i produïda per Emilio Aragón Álvarez. Amb música d'Antonio Vega, l'estrena Movistar Plus.[19]
- Nacido en Siria (2017). Documental dirigida, filmada i escrita por Zin. Produïda per Zin i Olmo Figueredo. Nominada a millor documental als Premis Goya.[20][21][22]
- 10 años con Bebe (2016). Documental estrenat al Festival de Màlaga sobre la vida de la cantant Bebe.[23] Escrita, produïda y dirigida per Zin en coproducció amb Movistar Plus i Canal Extremadura. Nominada al Grammy Llatí en 2016.
- Matadoras (2015). Documental dirigit i produït per Zin sobre la dona en el toreig i especialment la vida d'Ángela Hernández, la dona que es va enfrontar a Franco perquè les dones poguessin torejar. En coproducció amb Televisió Espanyola.[24]
- 10 Elefantes (2015). Curt documental produït, filmat i dirigit per Zin sobre la matança d'elefants a Àfrica.
- Nacido en Gaza (2014). Pel·lícula documental dirigida, filmada i escrita per Zin. Produïda per Zin, Bebe, Olmo Figueredo i Jon Sistiaga, segueix la vida deu nens palestins de la Franja de Gaza durant la incursió militar israeliana Marge Protector.[25][26] Nominada a Millor Documental als Premis Goya i als Premis Platí.[27][28]
- La guerra contra las mujeres (2013). Pel·lícula documental escrita, produïda i dirigida per Zin que aborda el tema de la violació com a arma de guerra. Va ser rodat durant 3 anys a Sudan, Congo, Ruanda, Bòsnia Hercegovina, Kenya i Uganda. El tema principal, "César debe morir" el van compondre Bebe i Zin, i produït per Carlos Jean[29][30]
- Quiero ser Messi (2013). Pel·lícula documental escrita, dirigida i produïda per Zin que mostra el costat més fosc de la reeixida pedrera del futbol argentí: els abusos que sofreixen els nens en mans d'agents sense escrúpols o dels seus propis pares.[31] Fou estrenat a Espanya per Televisió Espanyola i a Amèrica per National Geographic Channel.[32][33]
- Mujeres que cambian el mundo (2011). Sèrie de curts documentals sobre dones extraordinàries que han transformat la realitat social al seu voltant a l'Afganistan, l'Índia, l'Argentina, Kenya i Etiòpia.

## Llibres
- Querida guerra mía (2018 ed. La esfera de los libros). Novel·la en la qual Zin descriu amb humor l'absurd de la guerra.[35]
- Llueve sobre Gaza (2007 Ediciones B). Denúncia el sofriment dels civils palestins en la Franja de Gaza durant l'operació militar Pluja d'Estiu, impulsada pel govern d'Ehud Ólmert.[36]
- La libertad del compromiso (2005 ed. Plaza Janés). Descriu la peripècia vital de set persones que ho van deixar tot per a lluitar per un món més jus.[37]
- Helado y patatas fritas (2003 ed. Plaza Janés) a punta de llança d'un ambiciós projecte que va permetre portar a la presó a Cambodja a diversos pederastes europeus.[38]
- Un voluntario en Calcuta (2002 ed. Temas de hoy). Retrata a través de relats breus la pobresa a la ciutat índia.

## Fotografia
A més dels textos, Hernán Zin és autor de les fotografies que apareixen en els seus reportatges en mitjans com El País o Rolling Stone. Ha realitzat diverses exposicions de la seva obra a Espanya:
- La vida bajo el monzón en Calcuta (2001)
- La situación de las niñas en el mundo (2005)
- Mujeres que cambian el mundo (2006)
- El mundo desde un barrio de chabolas (2008)

## Premis i Nominacions
- 2018: Festival Internacional de Cinema de Mont-real. Premi millor documental internacional pwe "Morir para contar".[40]
- 2018: Setmana Internacional de Cinema de Valladolid. Premi millor documental per "Morir para contar".[41]
- 2017: Premis Platí. Guanyador en la categoria millor documental per "Nacido en Siria"[42]
- 2017: Premis Goya. Nominació millor documental per "Nacido en Siria".[43]
- 2017: Premis Iris. Guanyador "Nacido en Siria"[44]
- 2017: Premis Forqué. Guanyador millor documental per "Nacido en Siria".[45]
- 2016: Premis Forqué. Guanyador millor documental per "Nacido en Gaza".[46]
- 2016: Grammy Llatí. Nominació millor documental per "10 años con Bebe".[47]
- 2015: Premis Goya. Nominació millor documental per "Nacido en Gaza"[48]
- 2015: Premis Platí. Nominació millor documental per "Nacido en Gaza"[49]
- 2015: Festival Al Jazeera premi del jurat per "Nacido en Gaza".[50]
- 2015: Finalista del Premi Rory Peck.[51]
- 2014: Cercle d'Escriptors Cinematogràfics nominació millor documental per "Nacido en Gaza"[52]
- 2014: Premis Iris. Nominació "Reportajes Canal Plus".
- 2013: Premis Iris. Nominació "Reportajes Canal Plus".
- 2011: Premis BOBs nominació millor bloc per "Viaje a la guerra".[53]
- 2010: Premi Internacional de l'Acadèmia de les Arts i la Ciència de la Televisió d'Espanya.[54][55][56][57]